# 影园 (扬州)
影园是扬州历史上的一座著名园林，遗址位于今荷花池公园的北半部（南半部为九峰园遗址）。
影园为明末名士郑元勋（1603—1644）的私家宅园，他是徽州歙县盐商望族出身，崇祯十六年（1643年）癸未科进士。郑氏四兄弟郑元嗣、郑元勋、郑元化、郑侠如“以园林相竞”，分别建有有嘉树园、影园、休园、五亩园和王氏园，其中影园最为著名。
影园由定居镇江的造园大师、《园冶》的著者计成督造于崇祯七年（1634年）夏至次年春天，历时八个月，也是也是计成园林作品中唯一尚可辨明园址的一处。清人李斗作《扬州画舫录》时曾寻访影园旧址。
影园选址于扬州旧城城墙西城墙外护城河中长屿上，建筑不多，仅有玉勾草堂、媚幽阁等，园林内外的水景，与远近的城、河、楼、山，荷柳蒹葭融为一体。
影园由大画家董其昌题名于崇祯五年，因园中“三影”（柳影、山影、水影）相映成趣而得名。